# Lijst van gevelniskapelletjes in Gooik
Dit is een lijst van gevelniskapelletjes in de Vlaams-Brabantse gemeente Gooik. Deze kapellen maken deel uit van de ommegang van de Heilige Drievuldigheid, de Paardenprocessie, een traditie die sinds 2023 erkend is als waardevol via de Inventaris Immaterieel Cultureel Erfgoed Vlaanderen.

## Gevelniskapel Kesterweg 72

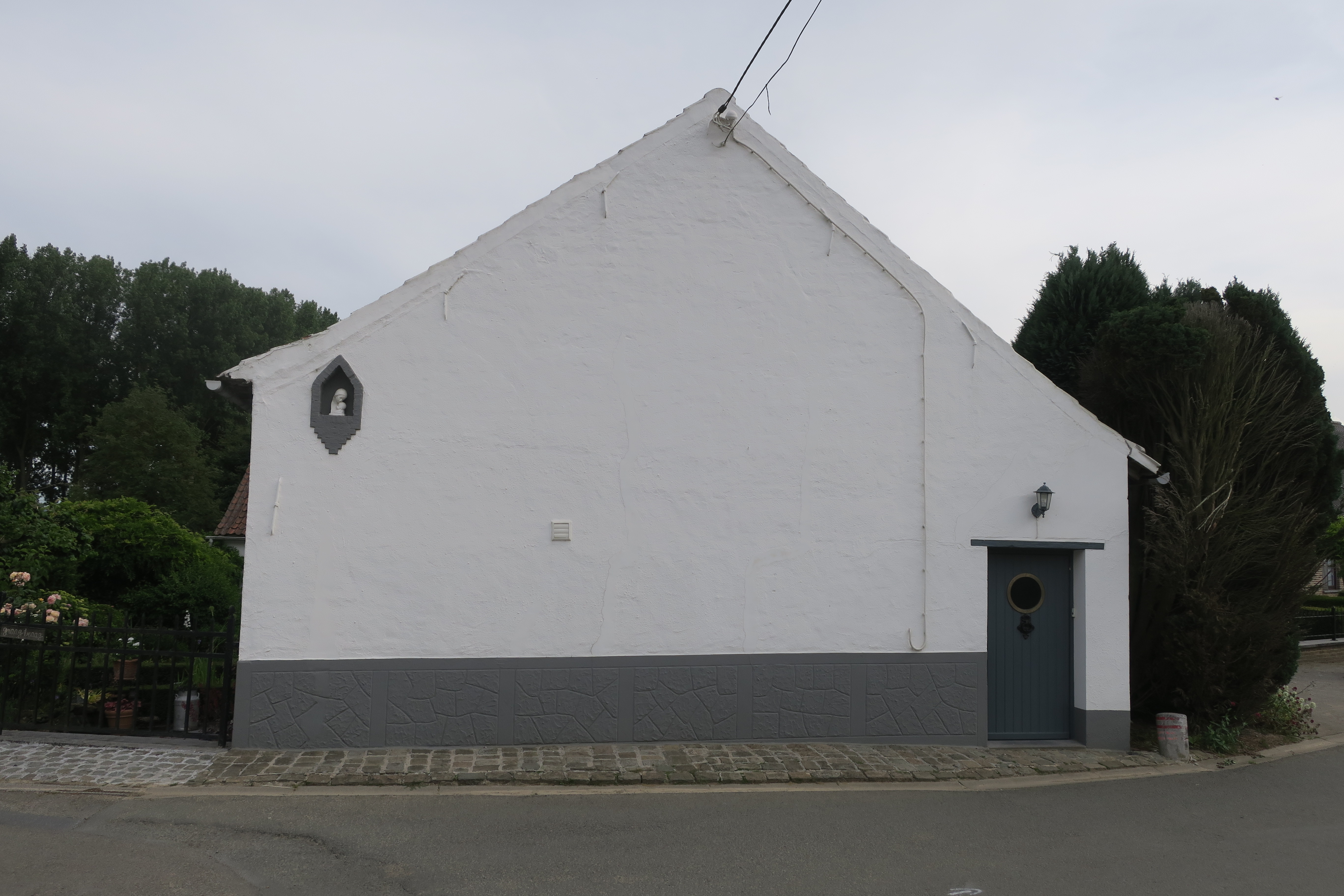
Gevelniskapel ter ere van Maria aan de Kesterweg 72

Deze Mariakapel is een niskapel ingewerkt in de kopgevel van het woonhuis gelegen aan de Kesterweg 72.
De gevelniskapel heeft een omlijsting van grijsgeschilderde bakstenen. In de nis is een beeld van het hoofd van Maria met Jezus geplaatst.

## Gevelniskapel Kesterweg 70

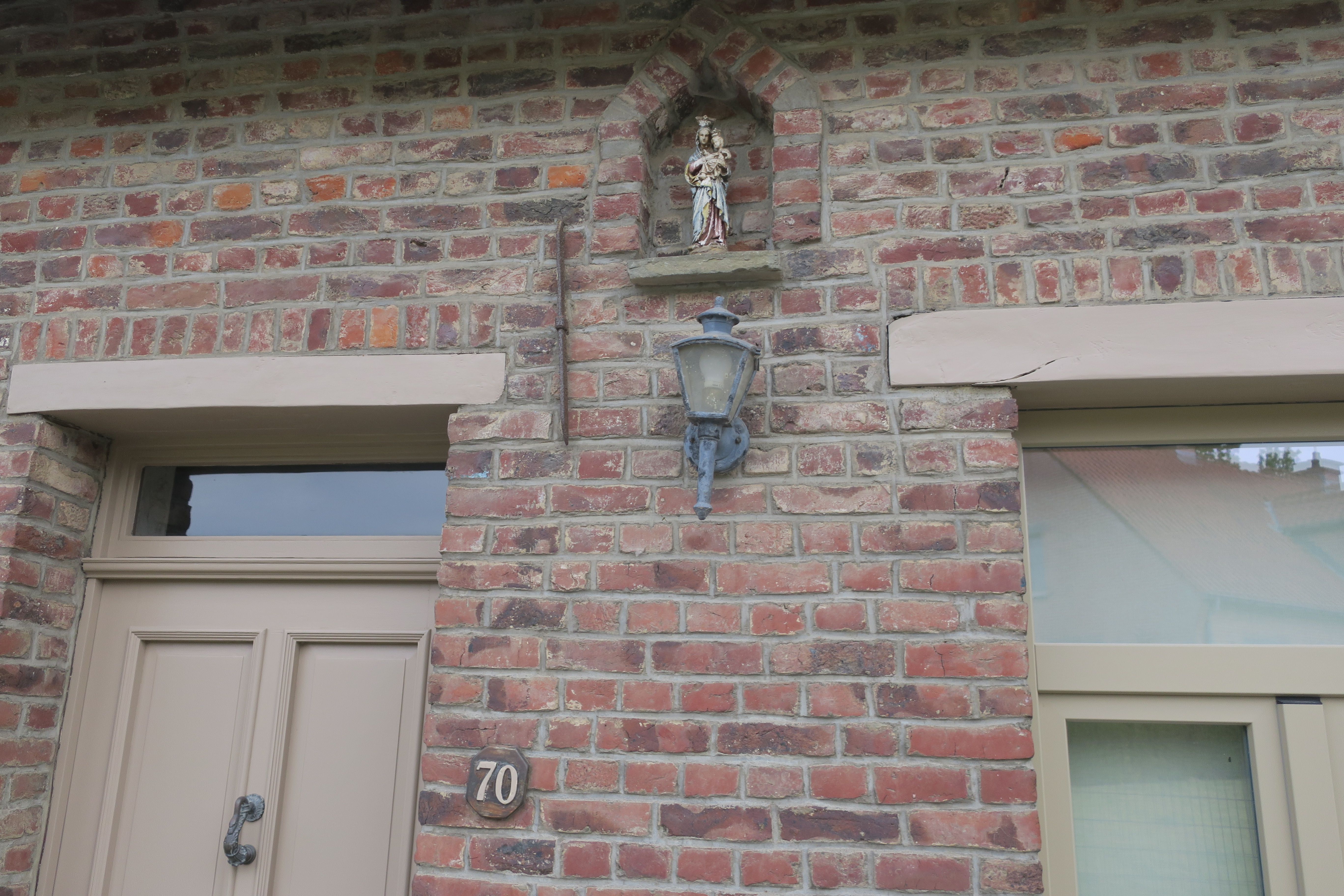
De niskapel is ingewerkt in de voorgevel boven de deur van het woonhuis gelegen aan de Kesterweg 70.

Deze Mariakapel is ingewerkt in de voorgevel boven de deur van het woonhuis gelegen aan de Kesterweg 70.
De gevelniskapel heeft een bakstenen omlijsting. In de nis is een polychroom beeld van Maria met Jezus geplaatst op een onderdorpel.

## Gevelniskapel Kesterweg 37

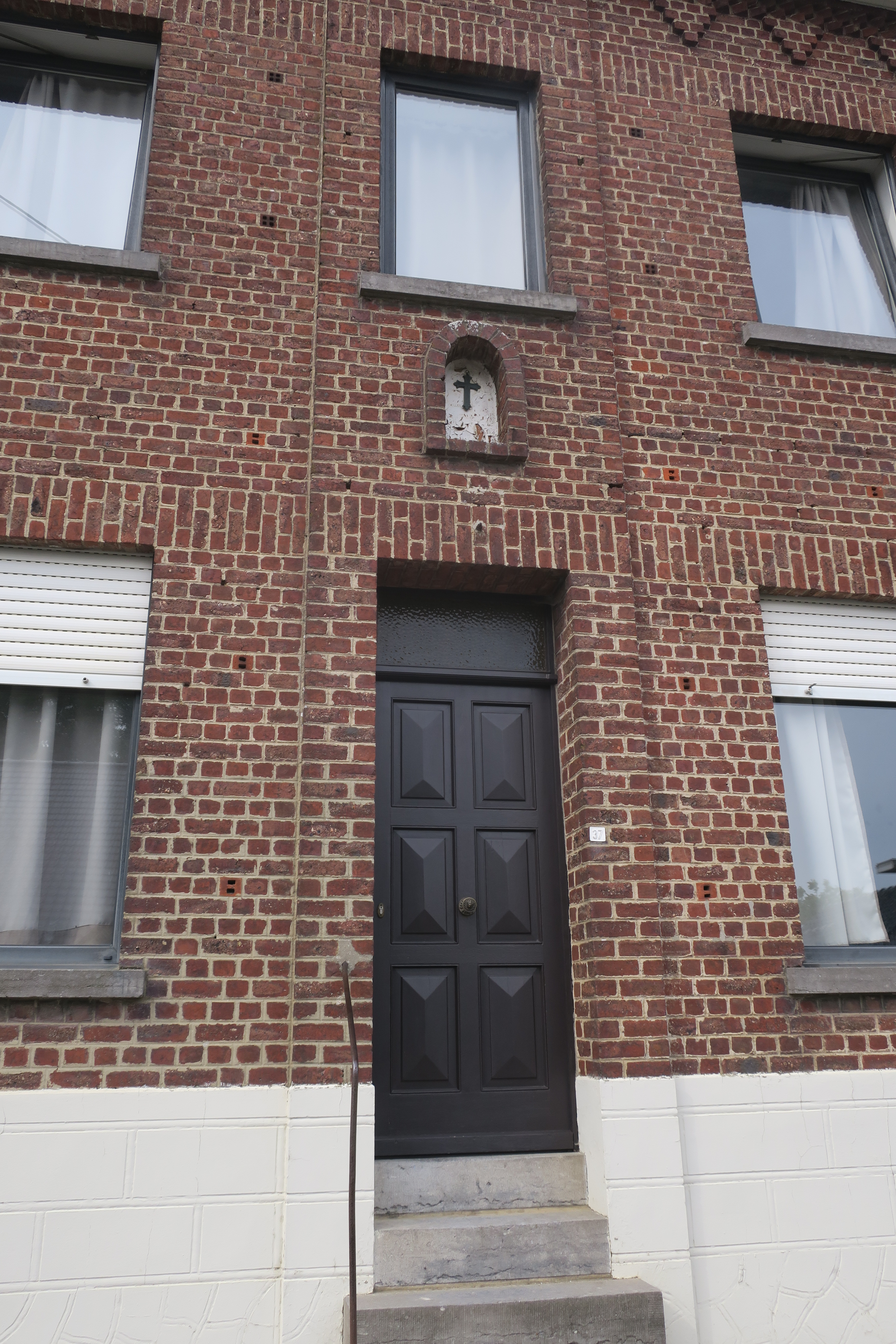
De niskapel is ingewerkt in de gevel van het woonhuis gelegen aan de Kesterweg 37.

Deze Mariakapel is een niskapel en is ingewerkt in de kopgevel van het woonhuis gelegen aan de Kesterweg 37.
De gevelniskapel is uitgewerkt als rondboog met een omlijsting van vooruitspringende bakstenen. In de nis is geen beeld geplaatst, maar hangt een ijzeren kruis tegen een witgeschilderde achtergrond.

## Gevelniskapel Frankrijkstraat 35
Deze gevelniskapel is gewijd aan Christus of meer bepaald het Heilig Hart van Jezus en bevindt zich in de gevel van het woonhuis gelegen aan de Frankrijkstraat 35.
Deze kapel wordt teruggevonden op de topografische kaarten tussen 1880-1904. In de 19e eeuw stond op de hoek van de Frankrijkstraat en Kasteelstraat een kapel aangegeven.
De voorstelling van het Heilig Hart, gezeten op een troon is eerder uitzonderlijk. Een dergelijk beeld werd nergens elders teruggevonden in Gooik. Het beeld stond tot aan het begin van de 20e eeuw in een nis, dat omgeven was door een bakstenen kader. Bovenaan werd de nis bekroond met een bakstenen kruis. Vandaag is de gevel met de nis bepleisterd met crepie.

## Gevelniskapel Kasteelstraat 49
Deze niskapel gewijd aan Onze-Lieve-Vrouw bevindt zich in de kopgevel van het woonhuis gelegen aan de Kasteelstraat 49 in Gooik.
De spitsboogvormige nis heeft bovenaan een omlijsting van halve bakstenen die is bekroond met een Latijns kruis en onderaan een trapsgewijze basis. In de nis met diefijzer bevindt er zich een wit sculptuur van Onze-Lieve-Vrouw met kind. De nis is turquoise geschilderd.

## Gevelniskapel Frankrijkstraat 10
Deze gevelniskapel bevindt zich in de hoek van het woonhuis gelegen in de Frankrijkstraat 10 in Kester, een deelgemeente van Gooik.
De nis, opgetrokken uit baksteen, heeft een ronde basis en een gelijkaardige overkraging. Het beeld in de nis is verdwenen.

## Gevelniskapel Bruneaustraat 61
Deze gevelniskapel ter ere van de Heilige Anna bevindt zich in de gevel van basisschool ‘De Ham’ in de Bruneaustraat 61 in Kester, een deelgemeente van Gooik.
De segmentboogvormige nis is uitgewerkt in baksteen en heeft een omlijsting van halve stenen. Boven de nis is een verheven kruisje ingewerkt in baksteen. In de nis bevindt er zich een beeld van de Heilige Anna, moeder van de Maagd Maria als kind terwijl ze een boek leest.

## Gevelniskapel Bruneaustraat 53
Deze niskapel gewijd aan Onze-Lieve-Vrouw is ingewerkt in de voorgevel van het woonhuis gelegen aan de Bruneaustraat 53 in Kester, een deelgemeente van Gooik.
De rondboogvormige nis heeft een gecementeerde omlijsting en vooruitspringende basis. In de nis bevindt er zich een wit beeld van de Heilige Maagd Maria. De nis is afgesloten met een sierlijk witgeschilderd diefijzer.

## Gevelniskapel Vollezelestraat 65
Dit gevelniskapelletje bevond zich in Oetingen, een deelgemeente van Gooik. Het beeld was ingewerkt in de gevel van het huis gelegen aan de Vollezelestraat 65. In 2021-2022 werd de gevel van het woonhuis afgewerkt met spuitkurk waardoor het kapelletje niet meer aanwezig is.
De spitsboogvormige kapel was bovenaan omlijst met dubbele rij halve stenen en was bekroond met een Grieks kruis. Het heiligenbeeld was reeds sinds lange tijd verdwenen.

## Gevelniskapel Vollezelestraat 53
Deze gevelniskapel bevindt zich in de Vlaams-Brabantse gemeente Gooik. Het kapelletje is ingewerkt in de gevel van het woonhuis gelegen aan de Vollezelestraat 53.
Het mijtervormige kapelletje heeft een vooruitspringende omlijsting van halve stenen en is bekroond met een Latijns kruis. In de nis staat een beeld van Onze-Lieve-Vrouw met kind. De nis is afgesloten met glas met een witte houten omlijsting.

## Gevelniskapel Kerkstraat 31
De gevelniskapel ter ere van Onze-Lieve-Vrouw bevindt zich in Oetingen, een deelgemeente van Gooik. Het kapelletje is ingewerkt in de voorgevel van het huis gelegen aan de Kerkstraat 31.
Net zoals het huis, opgetrokken uit baksteen, heeft het kapelletje neogotische kenmerken. De mijtervormige niskapel is in de top drielobbig uitgewerkt en bezit aan beide zijden zuiltjes. Enkele details zijn witbepleisterd.
In de gepleisterde nis prijkt een wit beeld van een gekroonde Maria al tronend met kind.

## Gevelniskapel Lenniksestraat 66
Deze gevelniskapel is gelegen in de Vlaams-Brabantse gemeente Gooik en is ingewerkt in de gevel van de schuur gelegen aan de Lenniksestraat 66, die wellicht dateert uit het einde van de 19e eeuw.
De segmentboogvormige nis is omlijst met witgeschilderde halve stenen en bekroond met een wit kruis. In de nis staat een witte bloempot.

## Gevelniskapel Lenniksestraat 65
Deze gevelniskapel is gelegen in de Vlaams-Brabantse gemeente Gooik en is ingewerkt in de gevel van de schuur gelegen aan de Lenniksestraat 65, die wellicht dateert uit het einde van de 19e eeuw.
De rondboogvormige nis is omlijst met halve stenen en bekroond met een kruis. Het beeld in de nis is verdwenen.

## Gevelniskapel Kerkplein 6
Deze gevelniskapel is ingewerkt in de voorgevel van het woonhuis gelegen aan het Kerkplein 6 in de Vlaams-Brabantse gemeente Gooik.
De rondboogvormige nis heeft een gecementeerde basis en een omlijsting van halve stenen die is bekroond met een kruis. In de nis staat een polychrome beeld van Maria met Kind.

## Gevelniskapel Bruneaustraat 23
De gevelniskapel ter ere van de Heilige Jozef bevindt zich in de gevel van een hoeve gelegen aan de Bruneaustraat 23 in Kester, een deelgemeente van de Vlaams-Brabantse gemeente Gooik.
De rondboogvormige niskapel heeft een vooruitspringende omkadering van blauwe hardsteen waarop -uitzonderlijk- het jaartal 1873 is aangebracht. Boven is de nis bekroond met een kruis, onderaan leunt de nis op twee voluten. De nis is afgesloten met een ijzeren hekje en omvat een beeld van de H. Jozef met kind Jezus.

## Gevelniskapel Edingsesteenweg 351
Deze gevelniskapel is ingewerkt in de voorgevel van het woonhuis gelegen aan de Edingsesteenweg 351 in Kester, een deelgemeente van Gooik.
De voorgevel is door de jaren heen vernieuwd want de zijgevel van het gebouw is duidelijker ouder.
De niskapel heeft een gecementeerde omlijsting die is bekroond met een kruis. De nis wordt afgeschermd door een verfijnd diefijzer dat eveneens bekroond wordt door een kruis. De achterwand van deze niskapel is bijzonder en volledig bedekt met cimorné. Dit is een afwerkingsmethode dat voornamelijk tijdens het interbellum geliefd was. In de nis staat een wit beeld van Maria met Kind.

## Gevelbeeld Kerkstraat 38
Het gevelbeeld te ere van Onze-Lieve-Vrouw bevindt zich in Oetingen, een deelgemeente van Gooik. Het beeld maakt deel uit van de gevel van het Kasteel Kervijn, gelegen aan de Kerkstraat 38. Dit kasteel is aangeduid als vastgesteld bouwkundig erfgoed en dateert van 1865-1867.
Het zandstenen beeld van Maria met kind prijkt boven de voordeur, op de tweede travee van de eerste verdieping. Het beeld wordt gedragen door een sokkel met daaronder het wapenschild van de familie Kervijn en is bekroond met een baldakijn.

## Gevelbeeld Kerkstraat 25
Het gevelbeeld te ere van Onze-Lieve-Vrouw bevindt zich in de Vlaams-Brabantse gemeente Gooik. Het beeld maakt deel uit van de gevel van het huis gelegen aan de Kerkstraat 25.
Het witte beeld van Maria met kind hangt rechts naast de voordeur en is een Regnum Mariae beeld. Vanaf 1956 werd er namelijk een initiatief op poten gezet waarbij gevelkapelletjes ter ere van Maria gratis verspreid werden mits enkele voorwaarden.

## Gevelbeeld Kerkstraat 44
Het gevelbeeld te ere van Onze-Lieve-Vrouw bevindt zich in Oetingen, een deelgemeente van Gooik. Het beeld maakt deel uit van de gevel van het huis, gelegen aan de Kerkstraat 44.
Het witte beeld van Maria met kind hangt naast de voordeur.

## Gevelbeeld Vollezelestraat 63
Het gevelbeeld te ere van Onze-Lieve-Vrouw bevindt zich in Oetingen, een deelgemeente van Gooik. Het beeld maakt deel uit van de gevel van het huis, gelegen aan de Vollezelstraat 63.
Het witte beeld van Maria met kind hangt boven de voordeur en is een Regnum Mariae beeld.

## Foto's

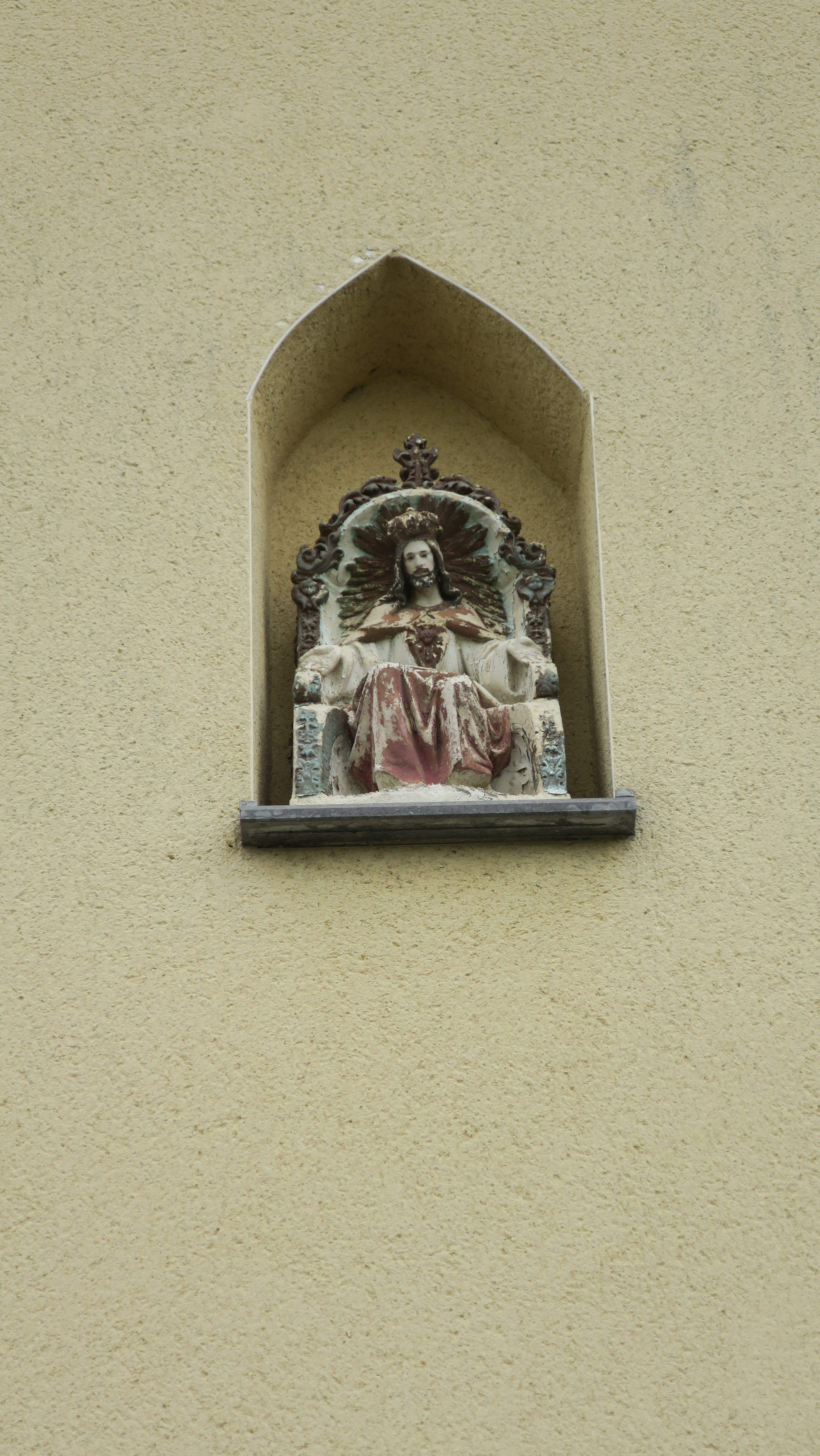
Gevelniskapel Frankrijkstraat 35.
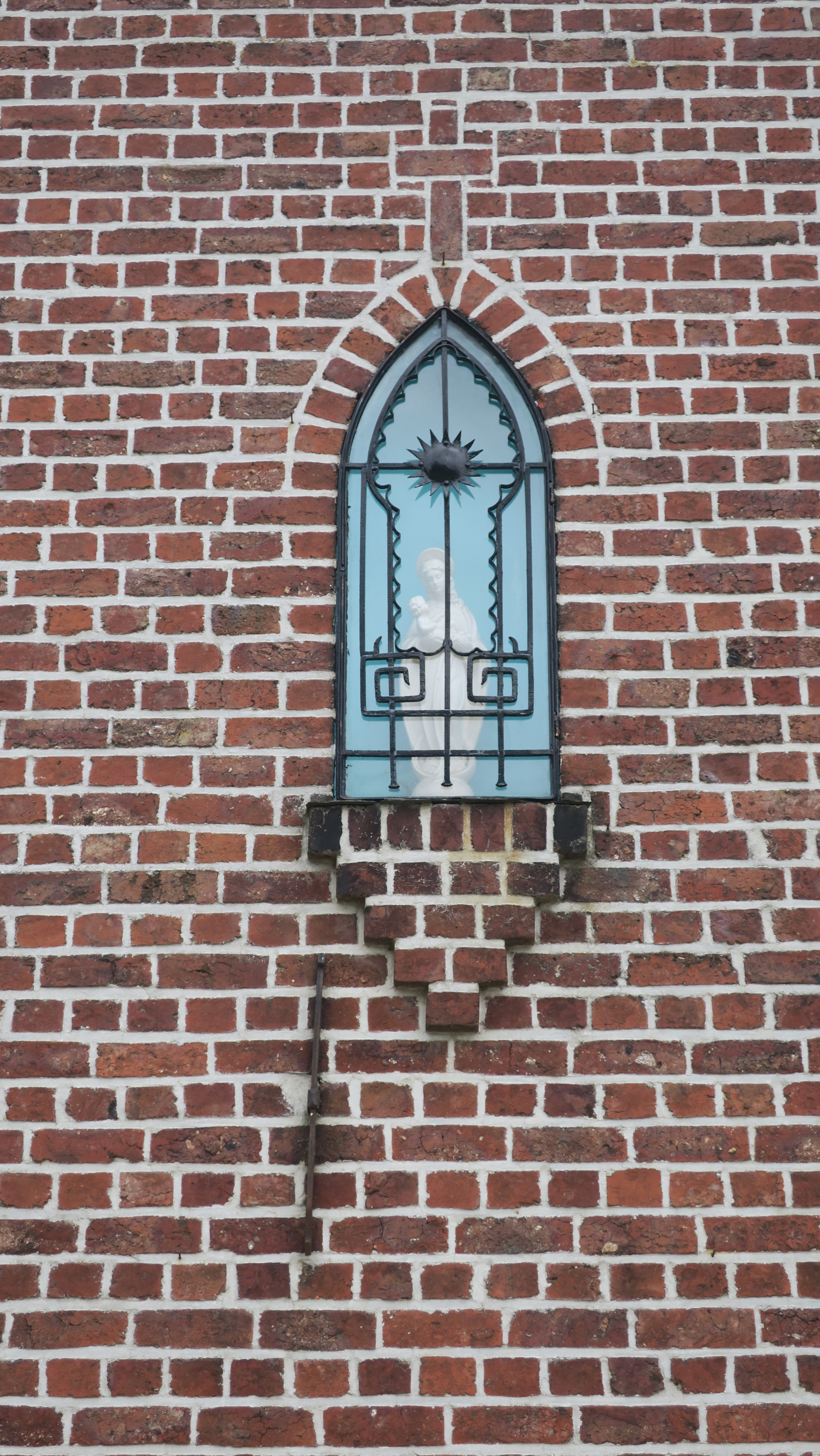
Gevelniskapel Kasteelstraat 49.
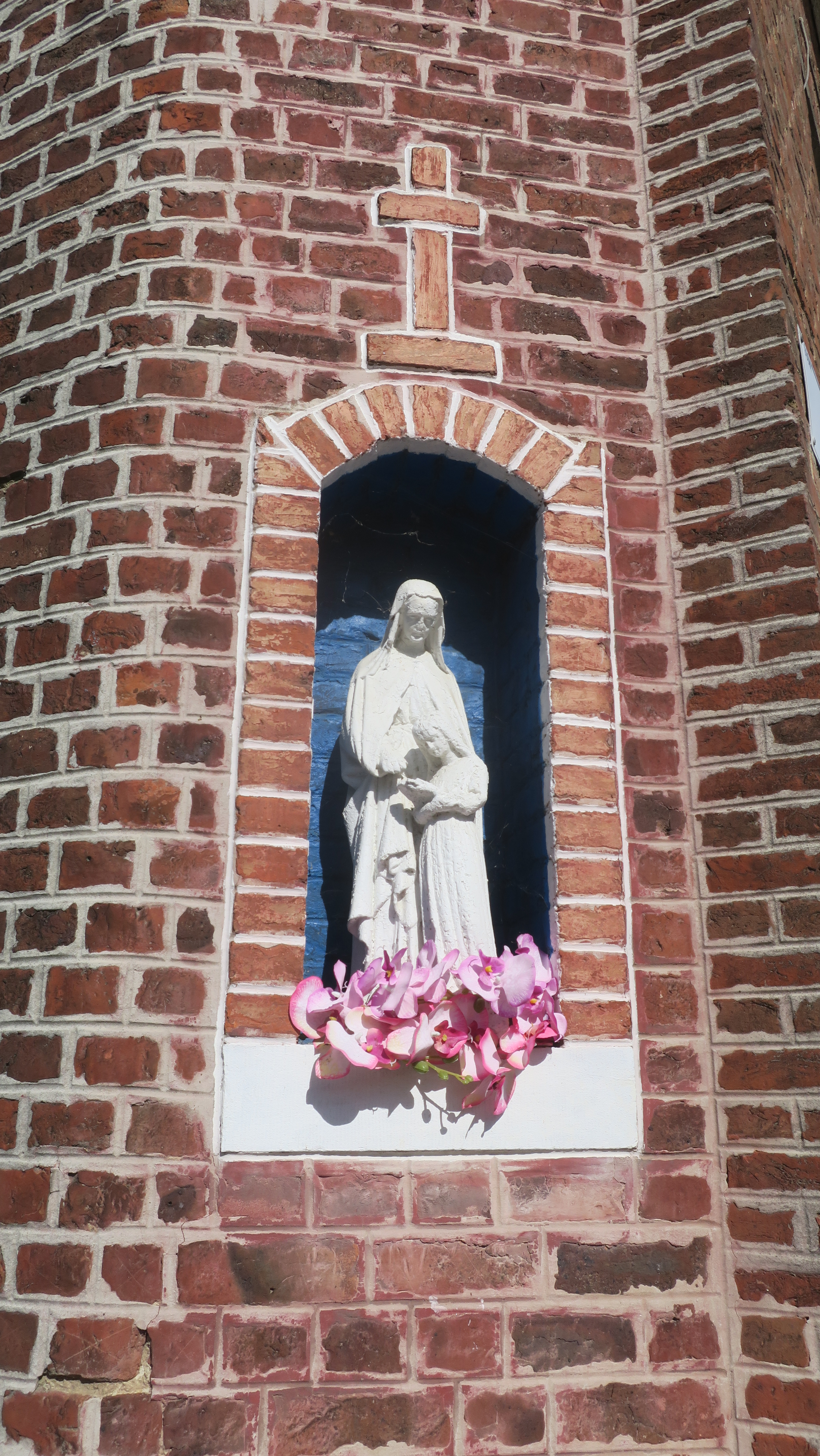
Gevelniskapel Bruneaustraat 61.
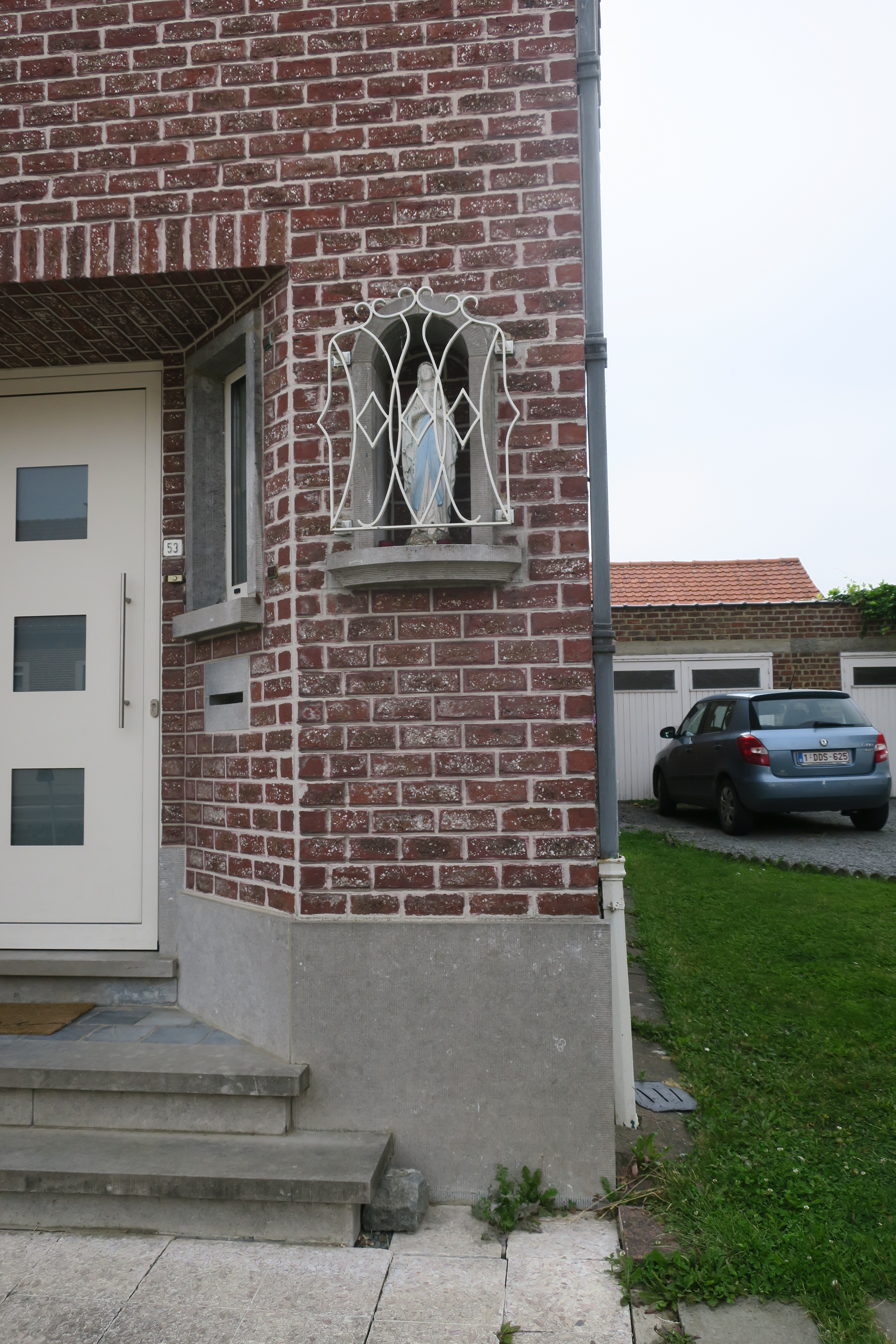
Gevelniskapel Bruneaustraat 53.
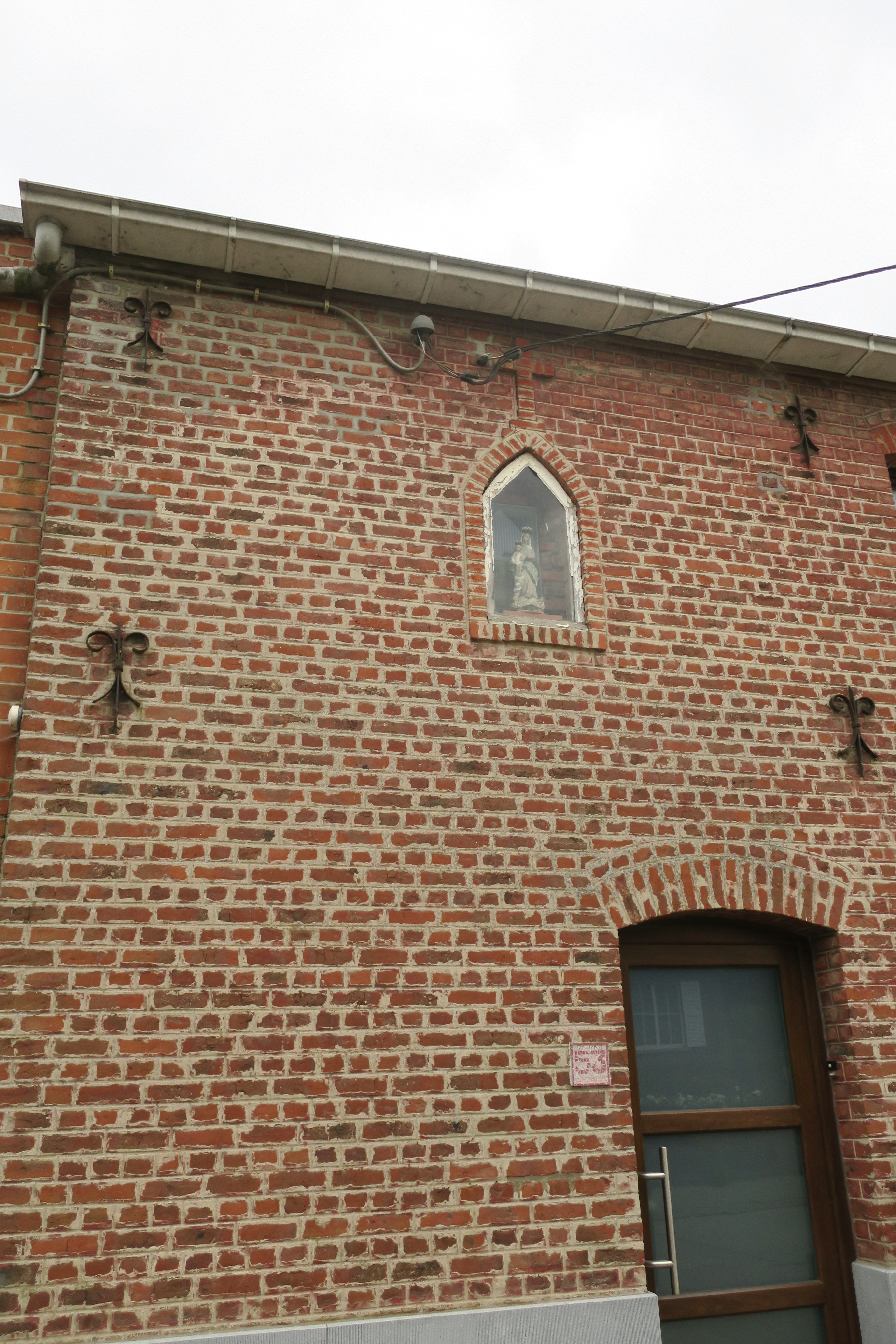
Gevelniskapel Vollezelestraat 53.
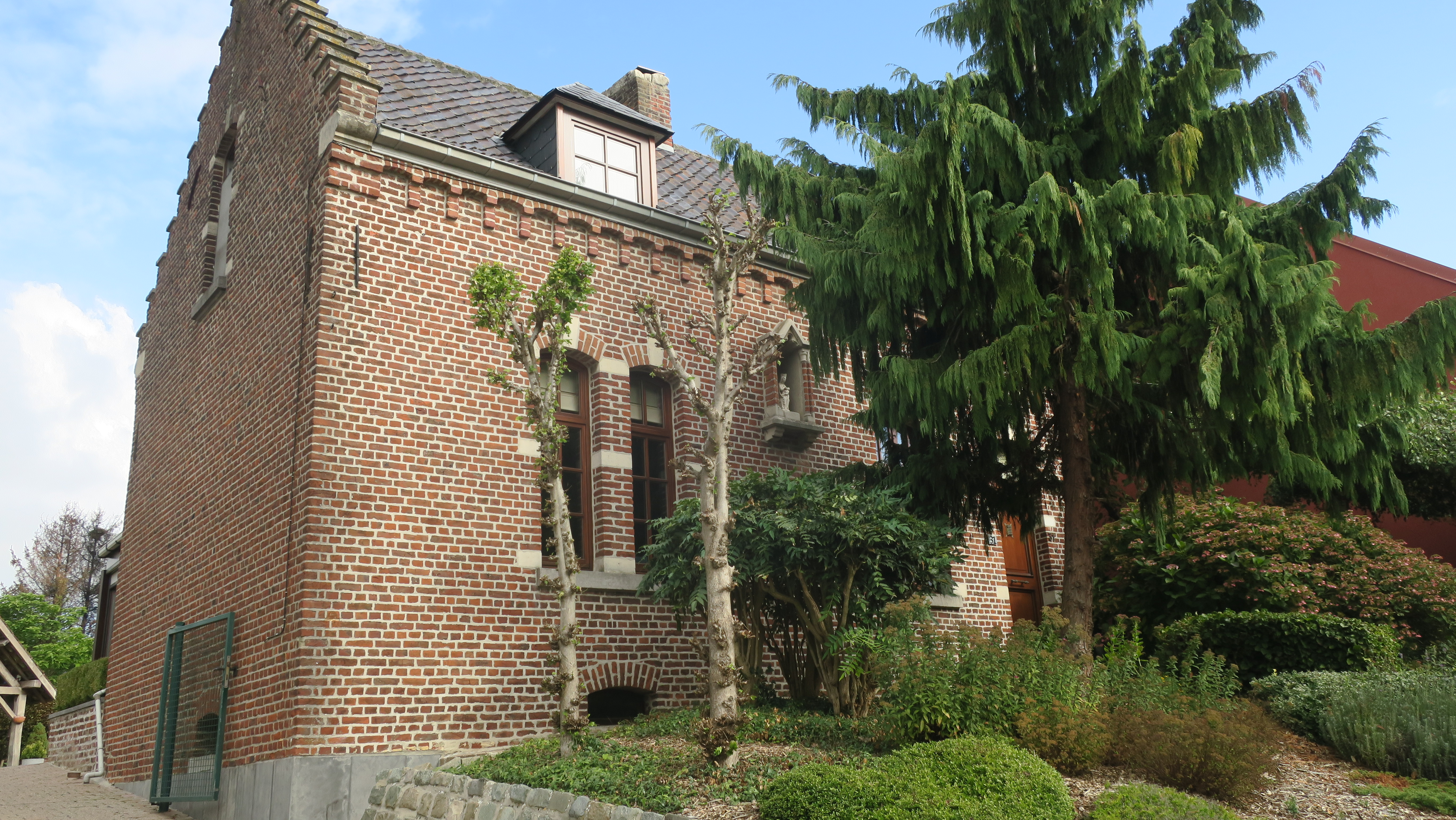
Gevelniskapel Kerkstraat 31.
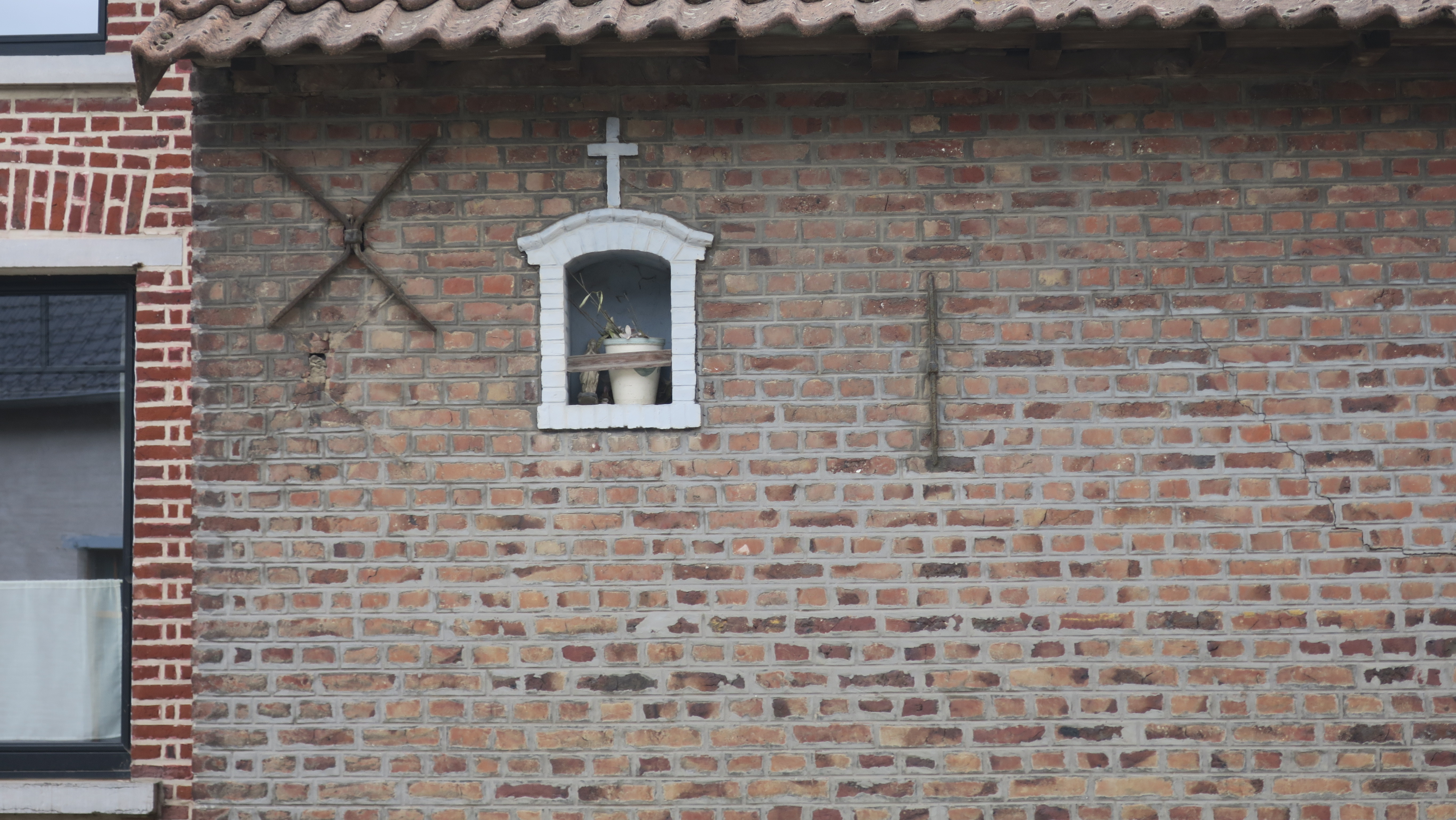
Gevelniskapel Lenniksestraat 66.
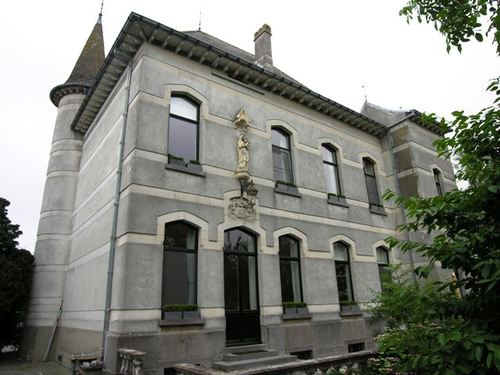
Gevelbeeld Kerkstraat 38.
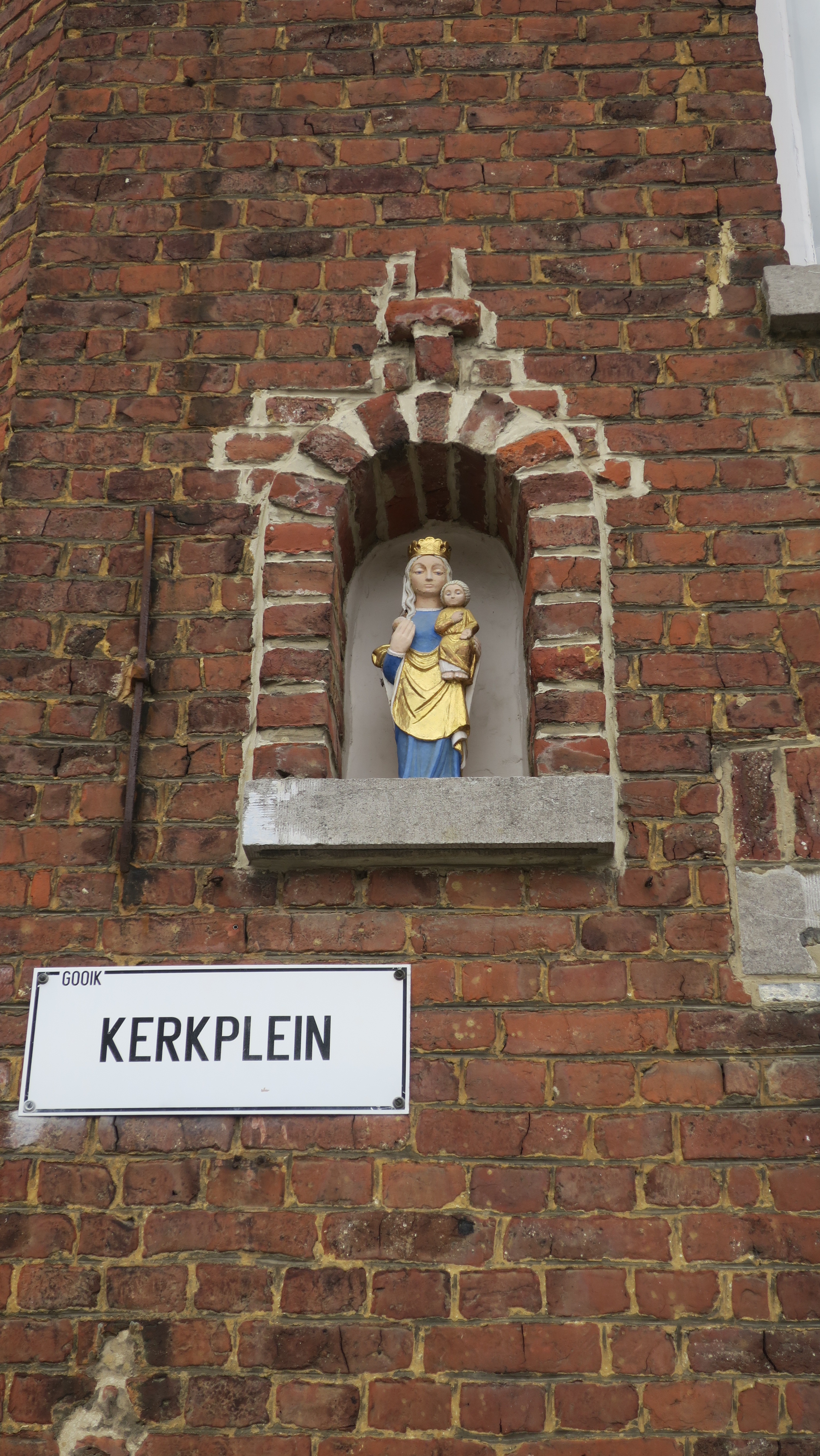
Gevelniskapel Kerkplein 6
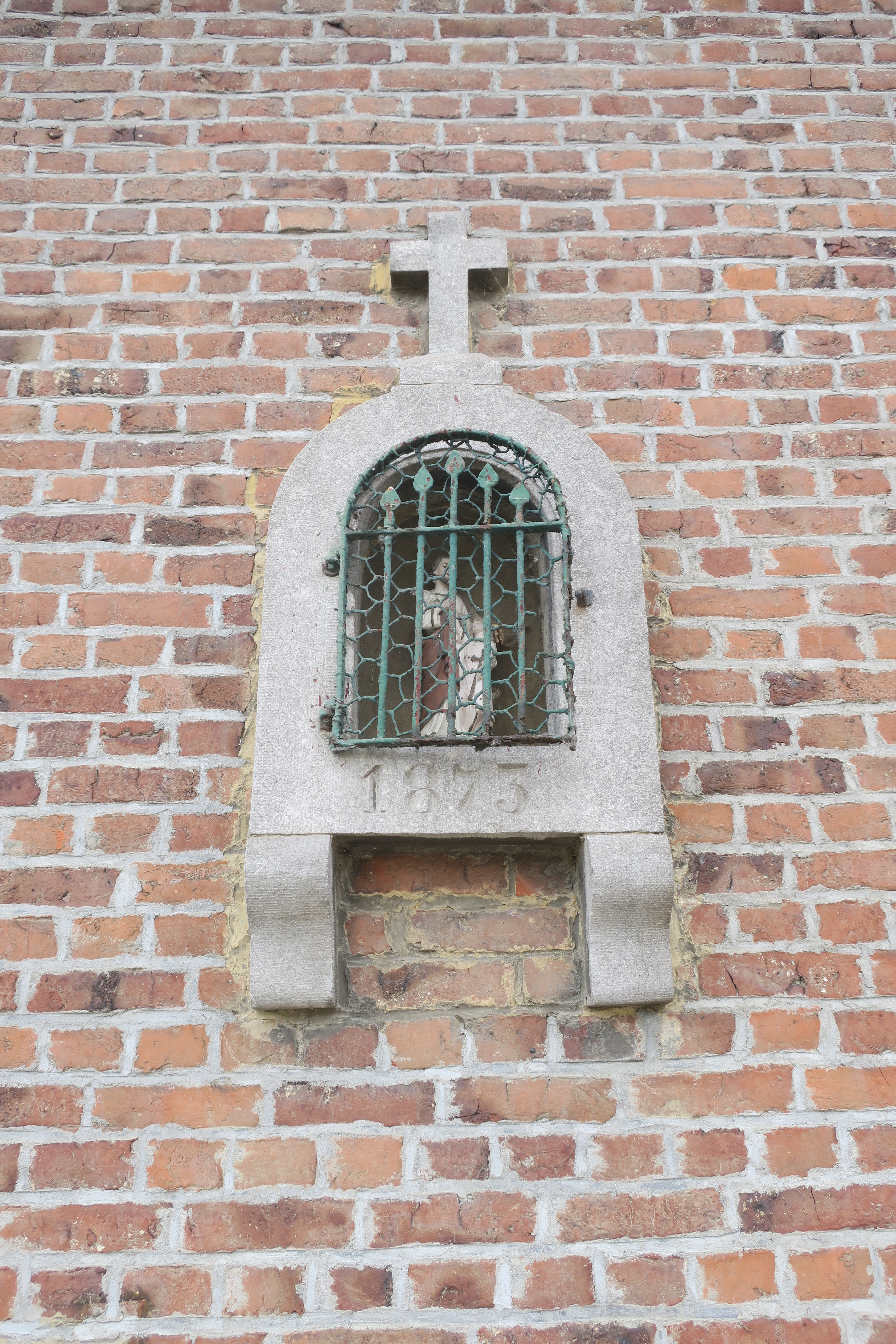
Gevelniskapel Bruneaustraat 23
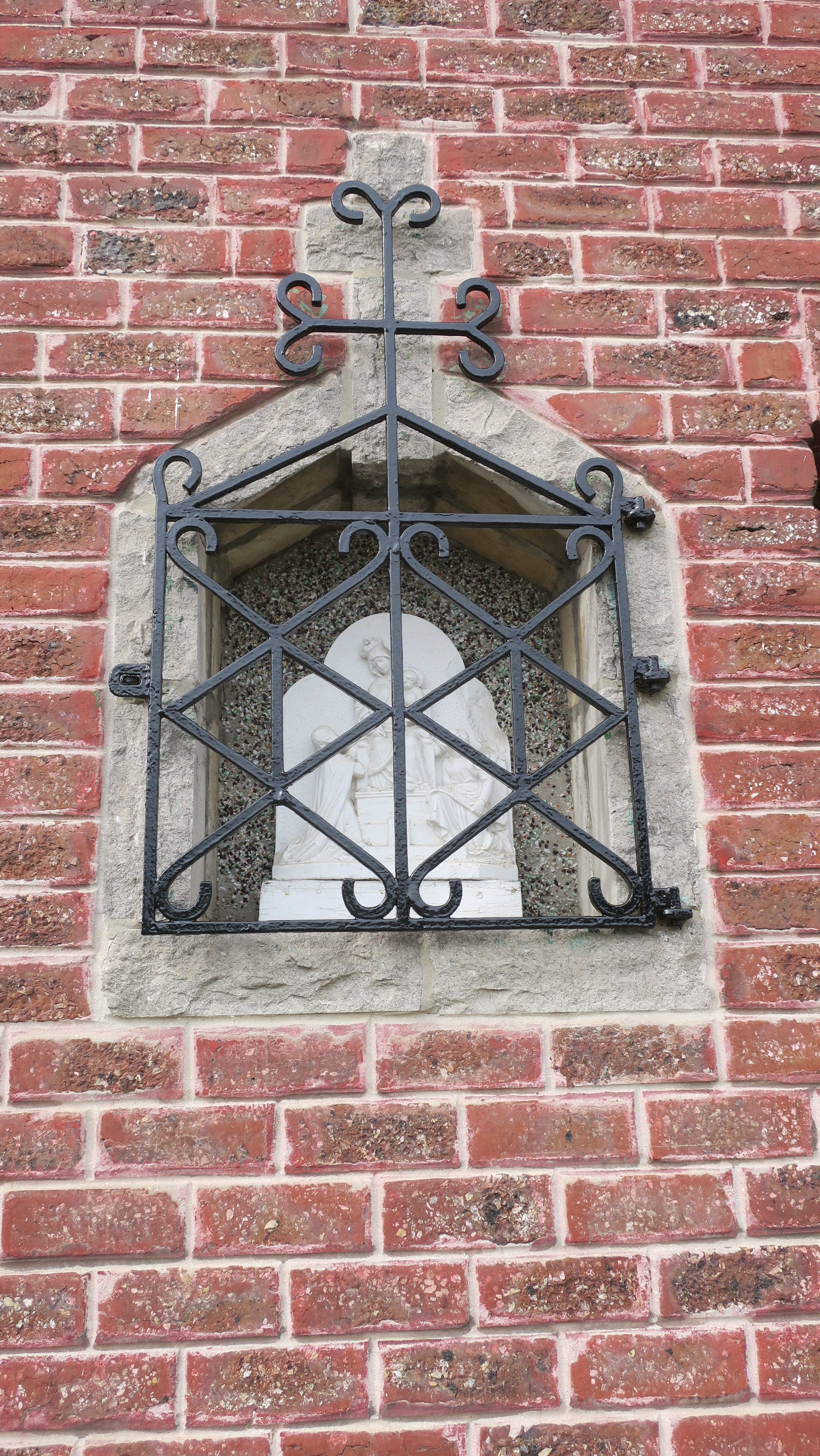
Gevelniskapel Edingsesteenweg 351